# Aufzählungszeichen
Aufzählungszeichen sind Satzzeichen, die einzelne Punkte einer Aufzählung in einem Text markieren. Sie stehen jeweils am Beginn jedes Eintrags in der Aufzählung. Die Aufzählung (auch Spiegelstrichliste genannt) wird in der Regel als Textblock formatiert, der mit einem Einzug versehen ist und dessen erste Zeile die Schriftgrundlinie mit dem Aufzählungszeichen gemeinsam hat. Außer bei sehr vielen und sehr kleinen Blöcken weisen diese meist einen Durchschuss auf.
Sofern als Aufzählungszeichen ein Punkt verwendet wird, wird dieser auch als Aufzählungspunkt bezeichnet.

## Typografie

### Arten des Aufzählungszeichens
Als Aufzählungszeichen kommen geometrische Figuren wie Punkte, Kreise, Pfeile, Quadrate und Dreiecke zum Einsatz. Sie werden vorzugsweise auf halber Höhe der Mittellänge gesetzt.
Geeignete Zeichen findet man vor allem hier:
- Mittelpunkte (᛫ • ⦁ ● ∘)
- Geometrische Formen (▲ ► ▼ ◄ ■ □ ▪ ▫ ◆), teilweise auch verkleinert (▲ ► ▼ ◄ ■ ◆)

Häufig verwendet werden:
| ● | U+25CF | &#9679;  | der vollflächige Kreis                                                                                    |
| • | U+2022 | &bull;   | der fette Punkt (engl. bullet), auch Blickfangpunkt genannt                                               |
| ◦ | U+25E6 | &#9702;  | der hohle Punkt                                                                                           |
| ◘ | U+25D8 | &#9688;  | der invertierte Punkt                                                                                     |
| ◉ | U+25C9 | &#9673;  | das Fischauge (Tainome) in japanischen Texten                                                             |
| · | U+00B7 | &middot; | der Mittelpunkt, dem „Malzeichen“ (U+22C5) ähnlich                                                        |
| — | U+2014 | &mdash;  | der lange Gedankenstrich oder Spiegelstrich, der die typografische Länge eines Geviertstrichs hat         |
| – | U+2013 | &ndash;  | der Gedankenstrich oder verkürzte Spiegelstrich, der die typografische Länge eines Halbgeviertstrichs hat |
| → | U+2192 | &#8594;  | einer der Pfeile aus dem Unicodeblock Pfeile                                                              |
| * | U+002A | &#42;    | eines der Sternchen                                                                                       |
| × | U+00D7 | &#215;   | das Malzeichen                                                                                            |

### Ordinalzahlen als Aufzählungszeichen
Durch Zusammensetzung von Zeichen oder durch spezielle Unicode-Zeichen:
Zahlen mit dem folgenden Punkt:
- 1.  , 2.  , 3.  , 4.  , 5.  …
- I.  , II.  , III.  , IV.  , V.  …
- i.  , ii.  , iii.  , iv.  , v.  …

Dingbats-Zahlen in Kreisen:
- ➀, ➁, ➂, ➃, ➄, ➅, ➆, ➇, ➈, ➉ …

### Buchstaben als Aufzählungszeichen
- a.  , b.  , c.  , d.  , e.  …

### Verwendung
Welche Art von Aufzählungszeichen verwendet wird, hängt von den jeweiligen Umständen ab. So müssen beispielsweise Gesetzestexte eindeutig referenzierbar sein; deshalb verwendet man hier meist nummerierte Aufzählungen. In anderen Rechtssystemen, etwa im Europarecht, sind jedoch auch sogenannte Spiegelstriche gebräuchlich, man zitiert hier z. B. „dritter Spiegelstrich“, was allerdings bei längeren durch Spiegelstriche gegliederten Passagen zum Abzählen dieser Aufzählungszeichen zwingt.
Ein besonders geläufiges Beispiel ist die Verwendung des fetten Punkts:
- erster Punkt, der zu beachten ist,
- zweiter Punkt,
- dritter Punkt,
- vierter und letzter Punkt.

Zur Hervorhebung von Vor- und Nachteilen kann man die positiven Aufzählungspunkte mit einem Pluszeichen, die negativen mit einem Minuszeichen versehen.
Aufzählungen können auf mehrere Ebenen ausgeweitet werden. Der Übersichtlichkeit wegen empfiehlt es sich, für jede Ebene eigene, eingerückte Aufzählungszeichen zu verwenden, die mit zunehmender Tiefe kleiner werden sollten. Am weitesten verbreitet ist bei mehreren Hierarchien die numerische Aufzählung. Sie findet sich vor allem in wissenschaftlichen Texten.
Für kurze Textblöcke ist der Flattersatz dem Blocksatz vorzuziehen. Zu tief gestaffelte Aufzählungen mit vielfach und unregelmäßig ineinander verschachtelten Ebenen wirken jedoch schnell unübersichtlich und sollten deshalb vermieden werden.

### Typografische Regeln
Moderne Textverarbeitungs- und Satzsysteme erlauben es, beliebige Zeichen oder kleine Grafiken als Aufzählungszeichen zu verwenden. In der Aufzählung wird dann bei allen Aufzählungspunkten das gleiche Zeichen verwendet. Der Gebrauch solcher Effekte sollte jedoch sorgsam bedacht werden, da sie den Text unnötig aufblähen, worunter auch die Wirkung des Textes schnell leiden kann. In Aufzählungen sollten jegliche Auszeichnungen unterbleiben.

## Interpunktionsregeln

### Grundsätzlich
Grundsätzlich werden aus Sicht der Interpunktionsregeln Aufzählungszeichen so behandelt, als seien sie nicht vorhanden. Das heißt, dass Interpunktion so gesetzt werden muss, als gäbe es keine typografische Gliederung.
Beispiel:
Der Mann erblickte ein gelbes Auto, einen schwarzen Hund, eine grüne Handtasche und ein braunes Pferd in seiner Küche.
Dieser Satz wird zu folgendem:
Der Mann erblickte
- ein gelbes Auto,
- einen schwarzen Hund,
- eine grüne Handtasche und
- ein braunes Pferd

in seiner Küche.
Ein Doppelpunkt hinter dem Einleitungssatz ist immer möglich. Sind die Bestandteile der Aufzählung selbst komplexe Satzteile, benutzt man das Semikolon.
Beispiel:
Der Mann erblickte
- das gelbe Auto, das seiner Mutter gehört hatte, aber von ihr vor Jahren verkauft worden war;
- einen schwarzen Hund, der nicht aus der Gegend zu sein schien, was an seiner Hundemarke zu erkennen war;
- eine grüne Handtasche, die dem Mann völlig missfiel, und
- ein braunes Pferd, das unangenehm roch,

in seiner Küche.
Sind die aufgezählten Einheiten keine Satzbestandteile, darf auf die Interpunktion verzichtet werden.
Beispiel:
Der Mann erblickte folgende Gegenstände in seiner Küche:
- gelbes Auto
- schwarzer Hund
- grüne Handtasche
- braunes Pferd

Man kann jedoch auch hier traditionell Kommas und einen Punkt einsetzen.
Beispiel:
Der Mann erblickte folgende Gegenstände in seiner Küche:
- gelbes Auto,
- schwarzer Hund,
- grüne Handtasche,
- braunes Pferd.

### Pragmatisch
Nach Ansicht der Duden-Sprachberatung besteht bei Aufzählungen, die aus untereinander angeordneten frei stehenden Zeilen bestehen, die Möglichkeit, mit oder ohne Interpunktion am Zeilenende zu schreiben.